# میشل پطروسیان
میشل پطروسیان (ارمنی: Միշել Պետրոսյան فرانسوی: Michel Petrossian‎؛ زادهٔ ۱۹۷۳ در ایروان) آهنگساز اهل ارمنستان-فرانسه است.

## زندگی‌نامه
پطروسیان ابتدا نواختن ویولنسل و گیتار را و سپس ترکیب‌بندی را در پاریس در کنسرواتوار ملی عالی موسیقی و رقص  آموزش دید و وی در سال ۲۰۰۱ از آنجا فارغ‌التحصیل شد. وی اجرای دونفره گیتار را همراه با نوازنده پرکاشن مصری، قائد هاشم انجام داد و در سال ۱۹۹۸ همراه با جروم کومبیه گروه کایرن را بنیانگذاری نمود. از مه ۲۰۱۳ وی همراه با لیبرتویست آمریکایی، لزلی دانتن-دانر در یک اپرا همکاری می‌کند. وی همچنین علاقه‌مند به لغت‌شناسی و زبان‌های باستانی می‌باشد و عبری باستان، اوگاریتی، آرامی، آکادی، یونانی باستان و ارمنی کلاسیک را در  (بخشی از دانشگاه کاتولیک پاریس) و در سوربن فرا گرفت جایی که وی مدرک کارشناسی ارشد را کسب نمود. در سال ۲۰۱۲ پطروسیان برنده جایزه ملکه الیزابت برای ترکیب‌بندی شد.

## یادداشت
1. ↑  Conservatoire National Supérieur de Musique et de Danse
2. ↑  Gad Hesham
3. ↑  Jérôme Combier
4. ↑  Leslie Dunton-Downer
5. ↑  École des langues et des civilisations de l'Orient ancien